# Майгашта (присілок)
Майгашта́ (рос. Майгашта, башк. Мәйгәште) — присілок (у минулому хутір) у складі Абзеліловського району Башкортостану, Росія. Входить до складу Бурангуловської сільської ради.
Населення — 234 особи (2010; 232 в 2002).
Національний склад:
- башкири — 98%